# Путешествие на Парнас
«Путешествие на Парнас» (исп. Viaje del Parnaso) — бурлескная поэма испанского писателя Мигеля де Сервантеса, впервые опубликованная в 1614 году.

## Содержание
Поэма представляет собой фантазию автора о путешествии к Кастальскому ключу, источнику поэтического вдохновения. Сервантес, по его словам, приезжает из Мадрида в Валенсию и там восходит на борт корабля, построенного из стихотворных строк. В компании множества других поэтов он совершает плавание в Грецию, там встречается с Аполлоном, отбивает атаку бездарных рифомоплётов, потом переносится в Неаполь, а оттуда в Мадрид, где просыпается.

## Издание и восприятие
Поэма была издана осенью 1614 года с посвящением Родриго де Тапиа, 15-летнему сыну одного из членов Королевского совета.